# Gmina związkowa Baumholder
Gmina związkowa Baumholder (niem. Verbandsgemeinde Baumholder) – gmina związkowa w Niemczech, w kraju związkowym Nadrenia-Palatynat, w powiecie Birkenfeld. Siedziba gminy związkowej znajduje się w mieście Baumholder.

## Podział administracyjny
Gmina związkowa zrzesza 14 gmin, w tym jedną gminę miejską (Stadt) oraz trzynaście gmin wiejskich:
1. Baumholder
2. Berglangenbach
3. Berschweiler bei Baumholder
4. Eckersweiler
5. Fohren-Linden
6. Frauenberg
7. Hahnweiler
8. Heimbach
9. Leitzweiler
10. Mettweiler
11. Reichenbach
12. Rohrbach
13. Rückweiler
14. Ruschberg